# Discographie de Thomas Jenkinson
Cet article présente une discographie la plus exhaustive possible du musicien de musique électronique Thomas Jenkinson, plus connu sous son pseudonyme principal de Squarepusher.

## Méthodologie
Thomas Jenkinson a utilisé plusieurs pseudonymes au cours de sa carrière. Si Squarepusher est le plus connu, il a également employé Tom Jenkinson, Duke of Harringay ou Chaos A.D. La discographie proposée est classée par pseudonyme.
Le ou les labels ayant édité chaque disque sont indiqués entre parenthèses après le nom de celui-ci.

## Discographie

### Squarepusher

#### Albums
- 1996 : Feed Me Weird Things (Rephlex Records)
- 1997 : Burningn'n Tree (Warp Records)
- 1997 : Hard Normal Daddy (Warp Records)
- 1998 : Music Is Rotted One Note (Warp Records)
- 1999 : Budakhan Mindphone (Warp Records, mini-album)
- 1999 : Selection Sixteen (Warp Records)
- 2001 : Go Plastic (Warp Records)
- 2002 : Do You Know Squarepusher? (Warp Records)
- 2004 : Ultravisitor (Warp Records)
- 2006 : Hello Everything (Warp Records)
- 2008 : Just a Souvenir (Warp Records)
- 2009 : Solo Electric Bass 1 (Warp Records)
- 2010 : Squarepusher Presents Shobaleader One: d'Demonstrator (Warp Records)
- 2012 : Ufabulum (Warp Records)
- 2015 : Damogen Furies (Warp Records)
- 2020 : Be Up A Hello (Warp Records)

#### Singles et EP
- 1995 : Conumber E:P (Spymania Records, partiellement compilé dans l'album Burningn'n Tree)
- 1996 : Squarepusher Plays... (Rephlex Records)
- 1996 : Port Rhombus (Warp Record, également compilé dans la version américain de Big Loada éditée par Nothing Records)
- 1997 : Male Pill Part 13 (Rephlex Records)
- 1997 : Vic Acid (Warp Records)
- 1997 : Big Loada 	(Warp Records, édité par Nothing Records en 1998)
- 1999 : Anti-Greylord Protection Scheme Prelude (Warp Records, inclus dans la plupart des copies de Selection Sixteen)
- 1999 : Maximum Priest EP (Warp Records)
- 2001 : My Red Hot Car (Warp Records)
- 2001 : single sans titre pour l'album Do You Know Squarepusher? (Warp Records)
- 2003 : Ultravisitor (Warp Records, single promotionnel pour l'album du même nom)
- 2004 : Square Window (Warp Records, single promotionnel pour l'album Ultravisitor)
- 2004 : Venus No. 17 (Warp Records)
- 2006 : édition séparée de trois pistes de l'album Hello Everything en téléchargement sur bleep.com :
  - 4 septembre 2006 : Welcome to Europe
  - 18 septembre 2006 : Hanningfield Window
  - 2 octobre 2006 : Exciton
- 2006 : Welcome to Europe (Warp Records, réunion sur vinyle des trois pistes précédentes)
- 2006 : Vacuum Tracks (Warp Records, inclus dans l'édition limitée de Hello Everything)
- 2009 : Numbers Lucent EP (Warp Records)
- 2010 : Squarepusher Presents Shobaleader One: Cryptic Motion (Ed Banger Records)
- 2012 : Enstrobia EP (Warp Records)
- 2012 : KCRW Session (Warp Records)
- 2014 : Squarepusher x Z-MACHINES - Music for Robots (Warp Records, 5 morceaux composés par Squarepusher et joués par les 3 robots, the Z-Machines)

#### Compilations et remixes
- 1996 : DJ Food - Scratch Yer Hed (Squarepusher Mix) (Ninja Tune Records, sur l'album de DJ Food Refried Food ; également présent sur les compilations Ninja Cuts: Flexistentialism, éditée en 1996 sur Ninja Tune Records, et Next Step Drum-n-Bass, éditée en 1998 sur Shadow Records)
- 1996 : Funki Porcini - Carwreck (Squarepusher Mix) (Ninja Tune Records, sur le single Carwreck ainsi que l'album Love, Pussycats & Carwrecks en 2003)
- 1998 : Squarepusher/AFX - Freeman Hardy & Willis Acid (Warp Records, sur la compilation We Are Reasonable People)
- 1998 : East Flatbush Project - Tried By 12 (Squarepusher Mix) (Ninja Tune Records, sur le single Tried By 12 (Remixes) ; également sur la compilation Xen Cuts parue en 2000)
- 2001 : Chaos A.D. Pulsan (Squarepusher Mix) (Rephlex Records, sur la compilation The Braindance Coincidence ; il s'agit du remix de Psultan part 1 de Chaos A.D., autre pseudonyme de Jenkinson. Il est également présent sur l'EP Remixes 12")

#### Divers
Sofia Coppola a utilisé des morceaux de Squarepusher pour la bande-son de ses deux films, Lost in Translation (Tommib) et Marie-Antoinette (Tommib Help Buss).

### Alroy Road Tracks
Thomas Jenkinson a utilisé le pseudonyme d'Alroy Road Tracks pour reprendre deux morceaux de Duke of Harringay, un autre de ses pseudonymes, sur des compilations :
- 1996 : Central Line (Street Sounds Records, sur la compilation Unchartered Territories Jungle Jazz)
- 1997 : Sarcacid Part 1 (Virgin Records, sur la compilation The Morning After)
- 1997 : Sarcacid Part 1 (Positiva Records, sur la compilation The Morning After)

### Chaos A.D.
- 1998 : Buzz Caner (Rephlex Records)
- 1998 : Remixes 12" (Rephlex Records)
- 1999 : Van Halen / Augustus Pablo - Jump (Skam, remix inclus dans la compilation MASK 500)

### Duke of Harringay
- 1995 : Alroy Road Tracks (Spymania Records ; compilé dans Burningn'n Tree)

### Tom Jenkinson
- 1994 : Crot (Rumble Tum Jum)
- 1994 : Stereotype (Nothings Clear)
- 1996 : Bubble and Squeak (en) (Worm Interface)
- 1996 : Dragon Disc 2 (Worm Interface, collaboration avec Dunderhead)
- 1999 : I Am Carnal, And I Know That You Approve (Lo Recordings, collaboration avec Richard Thomas sur trois titres)
- 2002 : Tom Jenkinson & Friends - Live 1 (Lo Recordings, huitième morceau de la compilation Lo and Behold ; collaboration avec Andy Diagram, Andy Jenkinson, Ashley Slater, Mick Beck et Steve Argüelles)
- 2019 : All Night Chroma, avec James McVinnie (en) (Warp Records)

### Shobaleader One
C'est d'abord groupe virtuel formé par Squarepusher en 2010, seul aux commandes. Puis en 2016, il devient un véritable groupe composé de Squarepusher à la basse, Company Laser à la batterie, Arg Nution à la guitare et Strobe Nazard aux claviers.
- 2017 : Elektrac (Warp Records)